# Baeksang Arts Awards
Baeksang Arts Awards, también conocidos como Paeksang Arts Awards, son una ceremonia de premios celebrada anualmente por IS PLUS Corp. editor de Ilgan Sports, desde 1965 para honrar los logros más destacados en la industria del entretenimiento y obtener la atención del público en las mejores películas , televisión y teatro surcoreano. Fueron establecidos por Chang Key-young, fundador del periódico Hankook Ilbo, cuyo seudónimo era "Baeksang." La ceremonia se presenta generalmente en los meses de abril o mayo en Seúl.
Los Baeksang Arts Awards han sido llamados "los Premios Globo de Oro surcoreanos".

## Película

### Gran Premio
El premio no fue entregado en 1982,1991,1997,1998 (**). Las otras entradas vacías indican que el premio fue otorgado a obras de teatro (*).
| #  | Año  | Nominado        | Película                                   |
| -- | ---- | --------------- | ------------------------------------------ |
| 1  | 1965 | Kim Jin-kyu     | Deaf Sam-yong (Kim Jin-kyu                 |
| 2  | 1966 | *               |                                            |
| 3  | 1967 |                 | Late Autumn                                |
| 4  | 1968 | Choi Nam-hyun   | Legend of Ssarigol                         |
| 5  | 1969 | *               |                                            |
| 6  | 1970 | *               |                                            |
| 7  | 1971 | *               |                                            |
| 8  | 1972 | *               |                                            |
| 9  | 1973 |                 | Gate of Women                              |
| 10 | 1974 | *               |                                            |
| 11 | 1975 | *               |                                            |
| 12 | 1976 | *               |                                            |
| 13 | 1977 |                 | Concentration Of Attention                 |
| 14 | 1978 |                 | A Splendid Outing                          |
| 15 | 1979 |                 | The Last Words from a Comrade in Arms      |
| 16 | 1980 |                 | Man-suk, Run!                              |
| 17 | 1981 |                 | A Fine, Windy Day                          |
| 18 | 1982 | **              |                                            |
| 19 | 1983 |                 | Village of Haze                            |
| 20 | 1984 |                 | Whale Hunting                              |
| 21 | 1985 |                 | Deep Blue Night                            |
| 22 | 1986 |                 | Gilsoddeum                                 |
| 23 | 1987 |                 | Moonlight Hunter                           |
| 24 | 1988 |                 | Adada                                      |
| 25 | 1989 |                 | Seoul Rainbow                              |
| 26 | 1990 |                 | The Lovers of Woomook-baemi                |
| 27 | 1991 | **              |                                            |
| 28 | 1992 |                 | Stairways of Heaven                        |
| 29 | 1993 |                 | Our Twisted Hero                           |
| 30 | 1994 | Ahn Sung-ki     | Two Cops                                   |
| 31 | 1995 |                 | Life and Death of the Hollywood Kid        |
| 32 | 1996 | Park Chul-soo   | Farewell my darling                        |
| 33 | 1997 | **              |                                            |
| 34 | 1998 | **              |                                            |
| 35 | 1999 | Kang Je-gyu     | Shiri                                      |
| 36 | 2000 | Im Kwon-taek    | Chunhyang                                  |
| 37 | 2001 |                 | Libera Me                                  |
| 38 | 2002 | Sol Kyung-gu    | Public Enemy                               |
| 39 | 2003 |                 | The Way Home                               |
| 40 | 2004 | Kang Woo-suk    | Silmido                                    |
| 41 | 2005 |                 | Marathon                                   |
| 42 | 2006 |                 | The King and the Clown                     |
| 43 | 2007 |                 | Tazza: The High Rollers                    |
| 44 | 2008 |                 | The Chaser                                 |
| 45 | 2009 | Kang Woo-suk    | Public Enemy Returns                       |
| 46 | 2010 | Yoon Je-kyoon   | Haeundae                                   |
| 47 | 2011 | Lee Byung-hun   | I Saw the Devil                            |
| 48 | 2012 |                 | Nameless Gangster: Rules of the Time       |
| 49 | 2013 | Ryu Seung-ryong | Miracle in Cell No. 7                      |
| 50 | 2014 | Song Kang-ho    | The Attorney                               |
| 51 | 2015 | Choi Min-sik    | The Admiral: Roaring Currents              |
| 52 | 2016 | Lee Joon-ik     | Dongju: el retrato de un poeta, The Throne |
| 53 | 2017 | Park Chan-wook  | The Handmaiden                             |
| 54 | 2018 |                 | 1987: When The Day Comes                   |

### Mejor Película
| #  | Año  | Película                  | Director        |
| -- | ---- | ------------------------- | --------------- |
| 34 | 1998 | Christmas in August       | Hur Jin-ho      |
| 35 | 1999 | Shiri                     | Kang Je-gyu     |
| 36 | 2000 | The Spy                   | Jang Jin        |
| 37 | 2001 | Libera Me                 | Yang Yun-ho     |
| 38 | 2002 | Waikiki Brothers          | Yim Soon-rye    |
| 39 | 2003 | Oasis                     | Lee Chang-dong  |
| 40 | 2004 | Taegukgi                  | Kang Je-gyu     |
| 41 | 2005 | The President's Last Bang | Im Sang-soo     |
| 42 | 2006 | Blood Rain                | Kim Dae-seung   |
| 43 | 2007 | The Host                  | Bong Joon-ho    |
| 44 | 2008 | Forever the Moment        | Yim Soon-rye    |
| 45 | 2009 | Viva! Love                | Oh Jeom-gyoon   |
| 46 | 2010 | Take Off                  | Kim Yong-hwa    |
| 47 | 2011 | The Man from Nowhere      | Lee Jeong-beom  |
| 48 | 2012 | Unbowed                   | Chung Ji-young  |
| 49 | 2013 | Masquerade                | Choo Chang-min  |
| 50 | 2014 | The Attorney              | Yang Woo-suk    |
| 51 | 2015 | Revivre                   | Im Kwon-taek    |
| 52 | 2016 | Assassination             | Choi Dong-hoon  |
| 53 | 2017 | The Wailing               | Na Hong-jin     |
| 54 | 2018 | The Fortress              | Hwang Dong-Hyuk |

### Mejor Director
| #  | Año  | Director       | Película                            |
| -- | ---- | -------------- | ----------------------------------- |
| 34 | 1998 | Chung Ji-young | Blackjack                           |
| 35 | 1999 | Kang Je-gyu    | Shiri                               |
| 36 | 2000 | Im Kwon-taek   | Chunhyang                           |
| 37 | 2001 | Park Chan-wook | Joint Security Area                 |
| 38 | 2002 | Hur Jin-ho     | One Fine Spring Day                 |
| 39 | 2003 | Lee Chang-dong | Oasis                               |
| 40 | 2004 | Park Chan-wook | Oldboy                              |
| 41 | 2005 | Park Heung-sik | My Mother, the Mermaid              |
| 42 | 2006 | Lee Myung-se   | Duelist                             |
| 43 | 2007 | Choi Dong-hoon | Tazza: The High Rollers             |
| 44 | 2008 | Lee Chang-dong | Secret Sunshine                     |
| 45 | 2009 | Lee Yoon-ki    | My Dear Enemy                       |
| 46 | 2010 | Jang Hoon      | Secret Reunion                      |
| 47 | 2011 | Lee Chang-dong | Poetry                              |
| 48 | 2012 | Byun Young-joo | Helpless                            |
| 49 | 2013 | Choo Chang-min | Masquerade                          |
| 50 | 2014 | Bong Joon-ho   | Snowpiercer                         |
| 51 | 2015 | Kim Seong-hun  | A Hard Day                          |
| 52 | 2016 | Ryoo Seung-wan | Veteran                             |
| 53 | 2017 | Kim Ji-woon    | The Age of Shadows                  |
| 54 | 2018 | Kim Yong-Hwa   | Along With the Gods: The Two Worlds |

### Mejor Actor
| #  | Año  | Actor           | Película                 |
| -- | ---- | --------------- | ------------------------ |
| 31 | 1995 | Kim Kap-soo     | The Taebaek Mountains    |
| 32 | 1996 |                 |                          |
| 33 | 1997 |                 |                          |
| 34 | 1998 | Park Joong-hoon | Hallelujah               |
| 35 | 1999 | Choi Min-sik    | Shiri                    |
| 36 | 2000 | Park Joong-hoon | Nowhere to Hide          |
| 37 | 2001 | Choi Min-soo    | Libera Me                |
| 38 | 2002 | Cho Jae-hyun    | Bad Guy                  |
| 39 | 2003 | Cha Seung-won   | Jail Breakers            |
| 40 | 2004 | Choi Min-sik    | Oldboy                   |
| 41 | 2005 | Jo Seung-woo    | Marathon                 |
| 42 | 2006 | Lee Byung-hun   | A Bittersweet Life       |
| 43 | 2007 | Ryoo Seung-bum  | Bloody Tie               |
| 44 | 2008 | Im Chang-jung   | Scout                    |
| 45 | 2009 | Joo Jin-mo      | A Frozen Flower          |
| 46 | 2010 | Ha Jung-woo     | Take Off                 |
| 47 | 2011 | Ha Jung-woo     | The Yellow Sea           |
| 48 | 2012 | Ahn Sung-ki     | Unbowed                  |
| 49 | 2013 | Ha Jung-woo     | The Berlin File          |
| 50 | 2014 | Sol Kyung-gu    | Hope                     |
| 51 | 2015 | Lee Sun-kyun    | A Hard Day               |
| 51 | 2015 | Cho Jin-woong   | A Hard Day               |
| 52 | 2016 | Lee Byung-hun   | Inside Men               |
| 53 | 2017 | Song Kang-ho    | The Age of Shadows       |
| 54 | 2018 | Kim Yun-Seok    | 1987: When The Day Comes |

### Mejor Actriz
| #  | Año  | Actriz         | Película                    |
| -- | ---- | -------------- | --------------------------- |
| 27 | 1991 | Lee Hye-sook   | Silver Stallion             |
| 31 | 1995 | Choi Myung-gil | Rosy Life                   |
| 34 | 1998 | Shim Eun-ha    | Christmas in August         |
| 35 | 1999 | Jeon Do-yeon   | A Promise                   |
| 36 | 2000 | Kang Soo-yeon  | Rainbow Trout               |
| 37 | 2001 | Jeon Do-yeon   | I Wish I Had a Wife         |
| 38 | 2002 | Bae Doona      | Take Care of My Cat         |
| 39 | 2003 | Uhm Jung-hwa   | Marriage is a Crazy Thing   |
| 40 | 2004 | Kim Ha-neul    | Too Beautiful to Lie        |
| 41 | 2005 | Kim Hye-soo    | Hypnotized                  |
| 42 | 2006 | Lee Young-ae   | Sympathy for Lady Vengeance |
| 43 | 2007 | Yum Jung-ah    | The Old Garden              |
| 44 | 2008 | Kim Min-hee    | Hellcats                    |
| 45 | 2009 | Son Ye-jin     | My Wife Got Married         |
| 46 | 2010 | Ha Ji-won      | Closer to Heaven            |
| 47 | 2011 | Tang Wei       | Late Autumn                 |
| 48 | 2012 | Uhm Jung-hwa   | Dancing Queen               |
| 49 | 2013 | Kim Min-hee    | Very Ordinary Couple        |
| 50 | 2014 | Shim Eun-kyung | Miss Granny                 |
| 51 | 2015 | Yum Jung-ah    | Cart                        |
| 52 | 2016 | Jeon Do-yeon   | The Shameless               |
| 53 | 2017 | Son Ye-jin     | The Last Princess           |
| 54 | 2018 | Na Moon-Hee    | I can speak                 |

### Mejor Actor de Reparto
| #  | Año  | Actor           | Película                 |
| -- | ---- | --------------- | ------------------------ |
| 49 | 2013 | Ma Dong-seok    | The Neighbor             |
| 50 | 2014 | Lee Jung-jae    | The Face Reader          |
| 51 | 2015 | Yoo Hae-jin     | The Pirates              |
| 52 | 2016 | Lee Geung-young | Minority Opinion         |
| 53 | 2017 | Kim Eui-sung    | Train to Busan           |
| 54 | 2018 | Park Hee-Soon   | 1987: When The Day Comes |

### Mejor Actriz de Reparto
| #  | Año  | Actriz        | Película        |
| -- | ---- | ------------- | --------------- |
| 49 | 2013 | Jo Eun-ji     | The Concubine   |
| 50 | 2014 | Jin Kyung     | Cold Eyes       |
| 51 | 2015 | Kim Ho-jung   | Revivre         |
| 52 | 2016 | Ra Mi-ran     | The Himalayas   |
| 53 | 2017 | Kim So-jin    | The King        |
| 54 | 2018 | Lee Soo-Kyung | Heart Blackened |

### Mejor Guion
| #  | Año  | Guionista                 | Película                        |
| -- | ---- | ------------------------- | ------------------------------- |
| 34 | 1998 | Song Neung-han            | No. 3                           |
| 35 | 1999 | Kim Sung-su               | City of the Rising Sun          |
| 36 | 2000 | Jang Jin                  | The Spy                         |
| 37 | 2001 | Go Eun-nim                | Bungee Jumping of Their Own     |
| 38 | 2002 | Song Min-ho Jang Hyun-soo | Raybang                         |
| 39 | 2003 | Park Jung-woo             | Break Out                       |
| 40 | 2004 | Yoo Ha                    | Once Upon a Time in High School |
| 41 | 2005 | Jeong Yoon-chul           | Marathon                        |
| 42 | 2006 | Go Yoon-hee               | Rules of Dating                 |
| 43 | 2007 | Lee Hae-young Lee Hae-jun | Like a Virgin                   |
| 44 | 2008 | Kim Hyun-seok             | Scout                           |
| 45 | 2009 | Kang Hyeong-cheol         | Scandal Makers                  |
| 46 | 2010 | Jang Min-seok             | Secret Reunion                  |
| 47 | 2011 | Yook Sang-hyo             | He's on Duty                    |
| 48 | 2012 | Jeon Kye-soo              | Love Fiction                    |
| 49 | 2013 | Jeong Byeong-gil          | Confession of Murder            |
| 50 | 2014 | Kim Ji-hye Jo Joong-hoon  | Hope                            |
| 51 | 2015 | Kim Kyung-chan            | Cart                            |
| 52 | 2016 | Ahn Gooc-jin              | Alice in Earnestland            |
| 53 | 2017 | Yoon Ga-eun               | The World of Us                 |

### Mejor Director Nuevo
| #  | Año  | Director        | Película                          |
| -- | ---- | --------------- | --------------------------------- |
| 35 | 1999 | Lee Kwang-mo    | Spring in My Hometown             |
| 37 | 2001 | Park Heung-sik  | I Wish I Had a Wife               |
| 38 | 2002 | Yoon Jong-chan  | Sorum                             |
| 39 | 2003 | Kim Hyun-seok   | YMCA Baseball Team                |
| 40 | 2004 | Lee Su-yeon     | The Uninvited                     |
| 41 | 2005 | Kim Soo-hyun    | So Cute                           |
| 42 | 2006 | Kim Dae-woo     | Forbidden Quest                   |
| 43 | 2007 | Jeon Kye-soo    | Midnight Ballad for Ghost Theater |
| 44 | 2008 | Na Hong-jin     | The Chaser                        |
| 45 | 2009 | Lee Chung-ryoul | Old Partner                       |
| 46 | 2010 | Lee Ho-jae      | The Scam                          |
| 47 | 2011 | Kim Young-tak   | Hello Ghost                       |
| 48 | 2012 | Im Chan-ik      | Officer of the Year               |
| 49 | 2013 | Jo Sung-hee     | A Werewolf Boy                    |
| 50 | 2014 | Yang Woo-suk    | The Attorney                      |
| 51 | 2015 | July Jung       | A Girl at My Door                 |
| 52 | 2016 | Han Jun-hee     | Coin Locker Girl                  |
| 53 | 2017 | Yeon Sang-ho    | Train to Busan                    |

### Mejor Actor Revelación
| #  | Año  | Actor                  | Película                             |
| -- | ---- | ---------------------- | ------------------------------------ |
| 34 | 1998 | Im Chang-jung          | Beat                                 |
| 35 | 1999 | Lee Sung-jae           | Art Museum by the Zoo                |
| 36 | 2000 | Sol Kyung-gu           | Peppermint Candy                     |
| 37 | 2001 | Yeo Hyun-soo           | Bungee Jumping of Their Own          |
| 38 | 2002 | Jung Woon-taek         | Friend                               |
| 39 | 2003 | Kwon Sang-woo          | My Tutor Friend                      |
| 40 | 2004 | Bae Yong-joon          | Untold Scandal                       |
| 41 | 2005 | Yoon Kye-sang          | Flying Boys                          |
| 42 | 2006 | Lee Joon-gi            | King and the Clown                   |
| 43 | 2007 | Rain                   | I'm a Cyborg, But That's OK          |
| 44 | 2008 | Jang Keun-suk          | The Happy Life                       |
| 45 | 2009 | So Ji-sub Kang Ji-hwan | Rough Cut                            |
| 46 | 2010 | Lee Min-ki             | Haeundae                             |
| 47 | 2011 | Choi Seung-hyun        | 71: Into the Fire                    |
| 48 | 2012 | Kim Sung-kyun          | Nameless Gangster: Rules of the Time |
| 49 | 2013 | Ji Dae-han             | My Little Hero                       |
| 50 | 2014 | Kim Soo-hyun           | Secretly, Greatly                    |
| 51 | 2015 | Park Yoo-chun          | Haemoo                               |
| 52 | 2016 | Park Jung-min          | Dongju: The Portrait of a Poet       |
| 53 | 2017 | Ryu Jun-yeol           | The King                             |
| 54 | 2018 | Yang Se-Jong           | Temperature of Love                  |

### Mejor Actriz Revelación
| #  | Año  | Actriz        | Película            |
| -- | ---- | ------------- | ------------------- |
| 34 | 1998 | Choi Ji-woo   | The Hole            |
| 35 | 1999 | Jun Ji-hyun   | White Valentine     |
| 36 | 2000 | Ensemble cast | Memento Mori        |
| 37 | 2001 | Suh Jung      | The Isle            |
| 38 | 2002 | Lee Yo-won    | Take Care of My Cat |
| 39 | 2003 | Son Ye-jin    | The Classic         |
| 40 | 2004 | Yoon Jin-seo  | Oldboy              |
| 41 | 2005 | Soo Ae        | A Family            |
| 42 | 2006 | Jung Yu-mi    | Blossom Again       |
| 43 | 2007 | Park Si-yeon  | The Fox Family      |
| 44 | 2008 | Han Ye-seul   | Miss Gold Digger    |
| 45 | 2009 | Park Bo-young | Scandal Makers      |
| 46 | 2010 | Jo An         | Lifting King Kong   |
| 47 | 2011 | Shin Hyun-bin | He's on Duty        |
| 48 | 2012 | Bae Suzy      | Architecture 101    |
| 49 | 2013 | Han Ye-ri     | As One              |
| 50 | 2014 | Kim Hyang-gi  | Thread of Lies      |
| 51 | 2015 | Chun Woo-hee  | Han Gong-ju         |
| 52 | 2016 | Park So-dam   | The Priests         |
| 53 | 2017 | Lee Sang-hee  | Our Love Story      |
| 54 | 2018 | Heo Yool      | Mother              |

### Más Popular – Actor
| #  | Año  | Actor           | Película                            |
| -- | ---- | --------------- | ----------------------------------- |
| 26 | 1990 | Son Chang-min   | All That Falls Has Wings            |
| 31 | 1995 | Dokgo Young-jae | Life and Death of the Hollywood Kid |
| 34 | 1998 | Park Shin-yang  | The Letter                          |
| 35 | 1999 | Lee Jung-jae    | City of the Rising Sun              |
| 36 | 2000 | Lee Sung-jae    | Attack the Gas Station              |
| 37 | 2001 | Song Kang-ho    | Joint Security Area                 |
| 38 | 2002 | Yoo Oh-sung     | Friend                              |
| 39 | 2003 | Im Chang-jung   | Sex Is Zero                         |
| 40 | 2004 | Gang Dong-won   | Too Beautiful to Lie                |
| 40 | 2004 | Kwon Sang-woo   | Once Upon a Time in High School     |
| 41 | 2005 | Gang Dong-won   | Duelist                             |
| 41 | 2005 | Kim Rae-won     | My Little Bride                     |
| 41 | 2005 | Lee Dong-gun    | My Boyfriend Is Type B              |
| 42 | 2006 | Hyun Bin        | A Millionaire's First Love          |
| 43 | 2007 | Lee Joon-gi     | Fly, Daddy, Fly                     |
| 44 | 2008 | Kwon Sang-woo   | Fate                                |
| 45 | 2009 | Ju Ji-hoon      | Antique                             |
| 46 | 2010 | Jang Keun-suk   | The Case of Itaewon Homicide        |
| 47 | 2011 | Choi Seung-hyun | 71: Into the Fire                   |
| 48 | 2012 | Jang Keun-suk   | You're My Pet                       |
| 49 | 2013 | Kim Dong-wan    | Deranged                            |
| 50 | 2014 | Kim Soo-hyun    | Secretly, Greatly                   |
| 51 | 2015 | Lee Min-ho      | Gangnam Blues                       |
| 52 | 2016 | Do Kyung-soo    | Pure Love                           |
| 53 | 2017 | Do Kyung-soo    | My Annoying Brother                 |
| 54 | 2018 | Jung Hae-In     | Heung-Boo: The Revolutionist        |

### Más Popular - Actriz
| #  | Año  | Actriz         | Película                        |
| -- | ---- | -------------- | ------------------------------- |
| 26 | 1990 | Kang Soo-yeon  | All That Falls Has Wings        |
| 34 | 1998 | Jeon Do-yeon   | The Contact                     |
| 34 | 1998 | Shin Eun-kyung | Downfall                        |
| 35 | 1999 | Lee Mi-sook    | An Affair                       |
| 35 | 1999 | Choi Jin-sil   | Mayonnaise                      |
| 36 | 2000 | Ko So-young    | Love                            |
| 37 | 2001 | Lee Mi-sook    | The Legend of Gingko            |
| 38 | 2002 | Kim Hee-sun    | Wanee & Junah                   |
| 39 | 2003 | Ha Ji-won      | Sex Is Zero                     |
| 39 | 2003 | Kim Jung-eun   | Marrying the Mafia              |
| 39 | 2003 | Kim Ha-neul    | My Tutor Friend                 |
| 40 | 2004 | Kim Sun-a      | The Greatest Expectation        |
| 40 | 2004 | Han Ga-in      | Once Upon a Time in High School |
| 42 | 2006 | Kim Ah-joong   | 200 Pounds Beauty               |
| 43 | 2007 | Kim Tae-hee    | The Restless                    |
| 44 | 2008 | Kim Jung-eun   | Forever the Moment              |
| 45 | 2009 | Park Bo-young  | Scandal Makers                  |
| 46 | 2010 | Choi Kang-hee  | Goodbye Mom (Aeja)              |
| 47 | 2011 | Park Shin-hye  | Cyrano Agency                   |
| 48 | 2012 | Kang So-ra     | Sunny                           |
| 49 | 2013 | Park Shin-hye  | Miracle in Cell No. 7           |
| 50 | 2014 | Kwon Yuri      | No Breathing                    |
| 51 | 2015 | Park Shin-hye  | The Royal Tailor                |
| 52 | 2016 | Bae Suzy       | The Sound of a Flower           |
| 53 | 2017 | Yoona          | Confidential Assignment         |
| 54 | 2018 | Bae Suzy       | Real                            |

### Premio Técnico
| #            | Año  | Nominado           | Película |
| ------------ | ---- | ------------------ | -------- |
| 34           | 1998 | Kim Hyeon (editor) | Beat     |
| Discontinued |      |                    |          |

## Televisión
| #  | Año  | Nominado                             | Programa                                |
| -- | ---- | ------------------------------------ | --------------------------------------- |
| 15 | 1979 | Kim Young-ok Jung Hye-sun Kim Hye-ja | I Sell Happiness                        |
| 16 | 1980 | Kim Min-ja                           | A Lonely Affair                         |
| 17 | 1981 | Eulhwa                               |                                         |
| 18 | 1982 | A Life-sized Buddha                  |                                         |
| 19 | 1983 | Winds of Change                      |                                         |
| 20 | 1984 | The Five Indian Kingdoms             |                                         |
| 21 | 1985 | Korea's Butterflies                  |                                         |
| 22 | 1986 | Shin Bong-seung                      | 500 Years of Joseon Dynasty             |
| 23 | 1987 | The Boil                             |                                         |
| 24 | 1988 | Love and Ambition                    |                                         |
| 25 | 1989 | Kim Hye-ja                           | Winter Mist Sand Castle                 |
| 26 | 1990 | Peace, the Arduous Way to Go         |                                         |
| 27 | 1991 | The Second Republic                  |                                         |
| 28 | 1992 | Eyes of Dawn                         |                                         |
| 29 | 1993 | Kim Hee-ae                           | Sons and Daughters                      |
| 29 | 1993 | Go Doo-shim                          | My Husband's Woman                      |
| 30 | 1994 | Park Chul                            | My Mother's Sea                         |
| 31 | 1995 | Sandglass                            | SBS                                     |
| 32 | 1996 | Korea's Reptiles                     | EBS                                     |
| 33 | 1997 | The Most Beautiful Goodbye           | MBC                                     |
| 34 | 1998 | Lee Jang-soo                         | Offspring (Saekki)                      |
| 35 | 1999 | Jang Soo-bong                        | When Time Flows                         |
| 36 | 2000 | Kuk-hee                              |                                         |
| 37 | 2001 | Kim Soo-hyun                         | The Aspen Tree                          |
| 38 | 2002 | Emperor Wang Gun                     | KBS                                     |
| 39 | 2003 | All In                               | SBS                                     |
| 40 | 2004 | Kim Hee-ae                           | SBS                                     |
| 41 | 2005 | Lovers in Paris                      | SBS                                     |
| 42 | 2006 | My Name Is Kim Sam-soon              | MBC                                     |
| 43 | 2007 | Jumong                               | MBC                                     |
| 44 | 2008 | Kang Ho-dong                         | 1 Night 2 Days                          |
| 45 | 2009 | Kim Hye-ja                           | Mom's Dead Upset                        |
| 46 | 2010 | Go Hyun-jung                         | Queen Seondeok                          |
| 47 | 2011 | Hyun Bin                             | Secret Garden                           |
| 48 | 2012 | Deep Rooted Tree                     |                                         |
| 49 | 2013 | Yoo Jae-suk                          | Infinite Challenge                      |
| 50 | 2014 | Jun Ji-hyun                          | My Love from the Star                   |
| 51 | 2015 | Na Young-seok                        | Grandpas Over Flowers Three Meals a Day |
| 52 | 2016 | Descendants of the Sun               | KBS                                     |
| 53 | 2017 | Kim Eun-sook                         | Guardian: The Lonely and Great God      |

### Mejor Drama
| #  | Año  | Drama                          |
| -- | ---- | ------------------------------ |
| 11 | 1975 | Chief Inspector                |
| 12 | 1976 | Tenacity                       |
| 13 | 1977 | The Pilgrimage                 |
| 14 | 1978 | Couples                        |
| 15 | 1979 | June 25 Special                |
| 16 | 1980 | Korean                         |
| 17 | 1981 | Eulhwa                         |
| 18 | 1982 | The Statue                     |
| 19 | 1983 | Winds of Change                |
| 20 | 1984 | The Raging Sea                 |
| 20 | 1984 | Bestseller Theater             |
| 21 | 1985 | Country Diaries                |
| 22 | 1986 | Grass                          |
| 23 | 1987 | The Boil                       |
| 24 | 1988 | Love and Ambition              |
| 25 | 1989 | Possessed Souls                |
| 26 | 1990 | The Tree of Love               |
| 27 | 1991 | The Second Republic            |
| 28 | 1992 | Eyes of Dawn                   |
| 29 | 1993 | Wind in the Grass              |
| 30 | 1994 | My Mother's Sea                |
| 31 | 1995 | Sandglass                      |
| 32 | 1996 | Love Formula                   |
| 33 | 1997 | The Most Beautiful Goodbye     |
| 34 | 1998 | Snail                          |
| 35 | 1999 | When Time Flows                |
| 36 | 2000 | Kuk-hee                        |
| 37 | 2001 | Ajumma                         |
| 38 | 2002 | Piano                          |
| 39 | 2003 | Ruler of Your Own World        |
| 40 | 2004 | More Beautiful Than a Flower   |
| 41 | 2005 | I'm Sorry, I Love You          |
| 42 | 2006 | Land (Toji)                    |
| 43 | 2007 | Seoul 1945                     |
| 44 | 2008 | War of Money                   |
| 45 | 2009 | Mom's Dead Upset               |
| 46 | 2010 | Iris                           |
| 47 | 2011 | Secret Garden                  |
| 48 | 2012 | Moon Embracing the Sun         |
| 49 | 2013 | The Chaser                     |
| 50 | 2014 | Good Doctor                    |
| 51 | 2015 | Heard It Through the Grapevine |
| 52 | 2016 | Signal                         |
| 53 | 2017 | Dear My Friends                |

### Mejor Programa de Entretenimiento
| #  | Año  | Programa                                               |
| -- | ---- | ------------------------------------------------------ |
| 34 | 1998 | Lee Hong-ryul Show                                     |
| 35 | 1999 | Kim Guk-jin and Kim Yong-man's 21st Century Commission |
| 36 | 2000 | Gag Concert                                            |
| 37 | 2001 | Truth Game                                             |
| 38 | 2002 | Sunday Sunday Night                                    |
| 39 | 2003 | Exclamation Mark!                                      |
| 40 | 2004 | Comedy House                                           |
| 41 | 2005 | Hello Franceska                                        |
| 42 | 2006 | Sang Sang Plus                                         |
| 43 | 2007 | Global Talk Show                                       |
| 44 | 2008 | Infinity Challenge                                     |
| 45 | 2009 | Gag Concert                                            |
| 46 | 2010 | High Kick Through the Roof                             |
| 47 | 2011 | Come to Play                                           |
| 48 | 2012 | Gag Concert                                            |
| 49 | 2013 | Dad! Where Are We Going?                               |
| 50 | 2014 | Grandpas Over Flowers                                  |
| 51 | 2015 | Non-Summit                                             |
| 52 | 2016 | King of Mask Singer                                    |
| 53 | 2017 | Mom's Diary - My Ugly Duckling                         |

| #  | año  | Director                    | Drama                        |
| -- | ---- | --------------------------- | ---------------------------- |
| 10 | 1974 | Yoo Hong-yeol               | Century                      |
| 11 | 1975 | Kim Jae-hyung               | Lotus Flower                 |
| 13 | 1977 | Lee Hyo-young               | Arirang a!                   |
| 14 | 1978 | Kim Soo-dong                | Kkachiya kkachiya            |
| 15 | 1979 | Kim Hong-jong               | June 25 Special              |
| 16 | 1980 | Shim Hyun-woo               | Songs Buried in the Ground   |
| 17 | 1981 | Kim Soo-dong                | Back in the Day              |
| 18 | 1982 | Choi Sang-hyun              | Hope                         |
| 19 | 1983 | Hwang Eun-jin               | Winds of Change              |
| 20 | 1984 | Go Seok-man                 | Infant                       |
| 28 | 1992 | Kim Jong-hak                | Eyes of Dawn                 |
| 29 | 1993 | Kwak Young-beom             | Where Are You Going?         |
| 30 | 1994 | Park Chul                   | My Mother's Sea              |
| 31 | 1995 | Jang Soo-bong               | Kareisky                     |
| 31 | 1995 | Kim Jong-hak                | Sandglass                    |
| 32 | 1996 | Sung Joon-ki                | Auntie Ok                    |
| 32 | 1996 | Kim Chung-gil               | Kim Gu                       |
| 33 | 1997 | Kim Hong-jong               | Days on the Street           |
| 34 | 1998 | Lee Jang-soo                | Offspring                    |
| 35 | 1999 | Jang Soo-bong               | When Time Flows              |
| 36 | 2000 | Lee Seung-ryul              | Kuk-hee                      |
| 37 | 2001 | Jang Hyung-il               | Virtue (Deok)                |
| 38 | 2002 | Yoon Seok-ho                | Winter Sonata                |
| 39 | 2003 | Kim Jong-hak                | Great Ambition (Daemang)     |
| 40 | 2004 | Lee Byung-hoon              | Dae Jang Geum                |
| 41 | 2005 | Lee Sung-joo                | Immortal Admiral Yi Sun-sin  |
| 42 | 2006 | Kim Jong-chang              | My Rosy Life                 |
| 43 | 2007 | Ahn Pan-seok                | Behind the White Tower       |
| 44 | 2008 | Lee Byung-hoon              | Yi San                       |
| 45 | 2009 | Shin Woo-chul               | On Air                       |
| 46 | 2010 | Go Dong-sun                 | Queen of Housewives          |
| 47 | 2011 | Lee Jung-seob               | King of Baking, Kim Takgu    |
| 48 | 2012 | Kim Jung-min Park Hyun-seok | The Princess' Man            |
| 49 | 2013 | Kim Kyu-tae                 | That Winter, the Wind Blows  |
| 50 | 2014 | Ahn Pan-seok                | Secret Love Affair           |
| 51 | 2015 | Kim Won-seok                | Misaeng                      |
| 52 | 2016 | Shin Won-ho                 | Reply 1988                   |
| 53 | 2017 | Yoo In-sik                  | Romantic Doctor, Teacher Kim |

| #  | Año  | Actor           | Drama                              |
| -- | ---- | --------------- | ---------------------------------- |
| 10 | 1974 | Choi Bool-am    | Century                            |
| 11 | 1975 | Moon Oh-kang    | Jochungnyeon                       |
| 12 | 1976 | Shin Goo        | Another Home                       |
| 12 | 1976 | Kim Mu-saeng    | Tenacity                           |
| 13 | 1977 | Han Jin-hee     | Daughter-in-Law                    |
| 13 | 1977 | Kim Jin-hae     | The Dance of Lord Cheoyong         |
| 14 | 1978 | Choi Bool-am    | You                                |
| 14 | 1978 | Lee Nak-hoon    | The Celestial Nymph                |
| 15 | 1979 | Lee Jung-gil    | Hot Hand                           |
| 16 | 1980 | Shin Goo        | Spring Blessing                    |
| 17 | 1981 | Shin Goo        | Back in the Day                    |
| 17 | 1981 | Jeon Woon       | The Last Stop                      |
| 18 | 1982 | Lee Jung-gil    | Nocturne                           |
| 18 | 1982 | Song Jae-ho     | The New Bride                      |
| 19 | 1983 | Lee Young-hoo   | The Great Rich                     |
| 20 | 1984 | Im Dong-jin     | Foundation of the Kingdom          |
| 21 | 1985 | Kim In-moon     | Looking for the Truth              |
| 22 | 1986 | Seo In-seok     | Lights and Shadows                 |
| 23 | 1987 | Yu In-chon      | Phoenix                            |
| 24 | 1988 | Lee Young-hoo   | Nature                             |
| 25 | 1989 | Kim Yeong-cheol | Two Sunsets                        |
| 26 | 1990 | Im Hyun-sik     | Three Families Under One Roof      |
| 27 | 1991 | Yu In-chon      | Ambitious Times                    |
| 28 | 1992 | Choi Jae-sung   | Eyes of Dawn                       |
| 28 | 1992 | Lee Nak-hoon    | Yesterday's Green Grass            |
| 29 | 1993 | Choi Min-soo    | Walking Up to Heaven               |
| 30 | 1994 | Shin Goo        | Wild Chrysanthemum                 |
| 31 | 1995 | Choi Min-soo    | Sandglass                          |
| 32 | 1996 | Lee Byung-hun   | Sons of the Wind                   |
| 33 | 1997 | Yoo Dong-geun   | Lovers                             |
| 34 | 1998 | Yoo Dong-geun   | Tears of the Dragon                |
| 35 | 1999 | Choi Soo-jong   | Legendary Ambition                 |
| 36 | 2000 | Cha In-pyo      | The Boss                           |
| 37 | 2001 | Kim Yeong-cheol | Emperor Wang Gun                   |
| 38 | 2002 | Yoo Dong-geun   | Empress Myeongseong                |
| 39 | 2003 | Lee Byung-hun   | All In                             |
| 40 | 2004 | Jo In-sung      | What Happened in Bali              |
| 41 | 2005 | So Ji-sub       | I'm Sorry, I Love You              |
| 42 | 2006 | Kim Joo-hyuk    | Lovers in Prague                   |
| 43 | 2007 | Kim Myung-min   | White Tower                        |
| 44 | 2008 | Park Shin-yang  | War of Money                       |
| 45 | 2009 | Kim Myung-min   | Beethoven Virus                    |
| 46 | 2010 | Lee Byung-hun   | IRIS                               |
| 47 | 2011 | Jeong Bo-seok   | Giant                              |
| 48 | 2012 | Kim Soo-hyun    | Moon Embracing the Sun             |
| 49 | 2013 | Son Hyun-joo    | The Chaser                         |
| 50 | 2014 | Cho Jae-hyun    | Jeong Do-jeon                      |
| 51 | 2015 | Lee Sung-min    | Misaeng                            |
| 52 | 2016 | Yoo Ah-in       | Six Flying Dragons                 |
| 53 | 2017 | Gong Yoo        | Guardian: The Lonely and Great God |

| #  | Año  | Actriz          | Drama                   |
| -- | ---- | --------------- | ----------------------- |
| 10 | 1974 | Yeo Woon-kye    | Mother                  |
| 11 | 1975 | Kim Ja-ok       | Narcissus               |
| 11 | 1975 | Jung Hye-sun    | Reed                    |
| 11 | 1975 | Ahn In-sook     | Yoon Ji-kyung           |
| 12 | 1976 | Hong Se-mi      | Conditions of Happiness |
| 12 | 1976 | Kim Hye-ja      | Bride Diary             |
| 13 | 1977 | Kim Yoon-gyeong | Reunion                 |
| 13 | 1977 | Kang Boo-ja     | Wedding March           |
| 14 | 1978 | Kim Hye-ja      | You                     |
| 14 | 1978 | Kang Hyo-shil   | Moon-gi and Soo-mi      |
| 15 | 1979 | Jung Hye-sun    | I Sell Happiness        |
| 16 | 1980 | Kim Min-ja      | A Lonely Affair         |
| 17 | 1981 | Kim Young-ran   | Mischievous Milady      |
| 17 | 1981 | Jang Mi-hee     | Eulhwa                  |
| 18 | 1982 | Kim Young-ae    | Nocturne                |
| 18 | 1982 | Hwang Jung-ah   | The Witty Professor     |
| 19 | 1983 | Lee Kyung-jin   | Stairs of Happiness     |
| 20 | 1984 | Jung Hye-sun    | Infant                  |
| 21 | 1985 | Jung Ae-ri      | Love and Truth          |
| 22 | 1986 | Kim Yong-rim    | Silver Grass            |
| 23 | 1987 | Han Hye-sook    | Windfall                |
| 24 | 1988 | Kim Chung       | Love and Ambition       |
| 25 | 1989 | Park Won-sook   | Land                    |
| 25 | 1989 | Kim Hye-ja      | Winter Mist             |
| 25 | 1989 | Kim Hye-ja      | Sand Castle             |
| 26 | 1990 | Go Doo-shim     | Fetters of Love         |
| 27 | 1991 | Ha Hee-ra       | What Women Want         |
| 27 | 1991 | Lee Hwi-hyang   | Ambitious Times         |
| 28 | 1992 | Chae Shi-ra     | Eyes of Dawn            |
| 29 | 1993 | Go Doo-shim     | My Husband's Woman      |
| 29 | 1993 | Kim Hee-ae      | Sons and Daughters      |
| 30 | 1994 | Jung Hye-sun    | Sons and Daughters      |
| 31 | 1995 | Kim Yoon-gyeong | When I Miss You         |
| 32 | 1996 | Kim Hye-soo     | Oxtail Soup (Gomtang)   |
| 33 | 1997 | Kim Young-ae    | The Brothers' River     |
| 34 | 1998 | Hwang Shin-hye  | Cinderella              |
| 35 | 1999 | Shim Eun-ha     | Trap of Youth           |
| 36 | 2000 | Kim Young-ae    | Waves                   |
| 37 | 2001 | Won Mi-kyung    | Ajumma                  |
| 38 | 2002 | Jeon In-hwa     | Ladies of the Palace    |
| 39 | 2003 | Kim Hee-ae      | Wife                    |
| 40 | 2004 | Ha Ji-won       | What Happened in Bali   |
| 41 | 2005 | Kim Jung-eun    | Lovers in Paris         |
| 42 | 2006 | Choi Jin-sil    | My Rosy Life            |
| 43 | 2007 | Son Ye-jin      | Alone in Love           |
| 44 | 2008 | Yoon Eun-hye    | Coffee Prince           |
| 45 | 2009 | Moon Geun-young | Painter of the Wind     |
| 46 | 2010 | Kim Nam-joo     | Queen of Housewives     |
| 47 | 2011 | Han Hyo-joo     | Dong Yi                 |
| 48 | 2012 | Gong Hyo-jin    | The Greatest Love       |
| 49 | 2013 | Kim Hee-ae      | A Wife's Credentials    |
| 50 | 2014 | Lee Bo-young    | I Can Hear Your Voice   |
| 51 | 2015 | Song Yun-ah     | Mama                    |
| 52 | 2016 | Kim Hye-soo     | Signal                  |
| 53 | 2017 | Seo Hyun-jin    | Another Miss Oh         |

| #  | Año  | guionista                     | Drama                    |
| -- | ---- | ----------------------------- | ------------------------ |
| 10 | 1974 | Kwak Il-ro                    | Waves                    |
| 11 | 1975 | Lee Eun-seong                 | Loyalty                  |
| 14 | 1978 | Han Un-sa                     | The Third Ferry          |
| 15 | 1979 | Kim Hong-jong                 | White Heron              |
| 16 | 1980 | Spring Blessing               | KBS                      |
| 16 | 1980 | Kim Soo-hyun                  | A Lonely Affair          |
| 17 | 1981 | Kim Soo-hyun                  | Back in the Day          |
| 25 | 1989 | Park Soo-bok                  | What Happened in Jipo-ri |
| 26 | 1990 | Park Jin-sook                 | The Backyard             |
| 27 | 1991 | Park Jung-ran                 | Balsam Under the Wool    |
| 28 | 1992 | Yang Geun-seung               | Love on a Jujube Tree    |
| 29 | 1993 | Im Choong                     | Ilchul Peak              |
| 30 | 1994 | Kim Jung-soo                  | My Mother's Sea          |
| 31 | 1995 | Lee Geum-rim                  | When I Miss You          |
| 31 | 1995 | Song Ji-na                    | Sandglass                |
| 32 | 1996 | Moon Young-nam                | Even if the Wind Blows   |
| 33 | 1997 | Son Young-mok                 | A Faraway Country        |
| 34 | 1998 | Park Jung-ran                 | Offspring                |
| 35 | 1999 | Noh Hee-kyung                 | Lie                      |
| 36 | 2000 | Jung Sung-joo                 | Roses and Beansprouts    |
| 37 | 2001 | Kim Soo-hyun                  | The Aspen Tree           |
| 38 | 2002 | Kim Jung-soo                  | Her House                |
| 39 | 2003 | In Jung-ok                    | Ruler of Your Own World  |
| 40 | 2004 | Kim Ki-ho                     | What Happened in Bali    |
| 41 | 2005 | Kim Eun-sook Kang Eun-jung    | Lovers in Paris          |
| 42 | 2006 | Kim Do-woo                    | My Name Is Kim Sam-soon  |
| 43 | 2007 | Choi Wan-kyu Jung Hyung-soo   | Jumong                   |
| 44 | 2008 | Lee Kyung-hee                 | Thank You                |
| 45 | 2009 | Yoo Hyun-mi                   | The Scale of Providence  |
| 46 | 2010 | Chun Sung-il                  | The Slave Hunters        |
| 47 | 2011 | Kim Eun-sook                  | Secret Garden            |
| 48 | 2012 | Kim Young-hyun Park Sang-yeon | Deep Rooted Tree         |
| 49 | 2013 | Park Kyung-soo                | The Chaser               |
| 50 | 2014 | Jung Sung-joo                 | Secret Love Affair       |
| 51 | 2015 | Park Kyung-soo                | Punch                    |
| 52 | 2016 | Kim Eun-hee                   | Signal                   |
| 53 | 2017 | Noh Hee-kyung                 | Dear My Friends          |

| #            | Año  | Director       | Drama                       |
| ------------ | ---- | -------------- | --------------------------- |
| 24           | 1988 | Lee Seung-ryul | Under the Same Roof         |
| 25           | 1989 | Yoon Hong-shik | Do You Know Mellakong?      |
| 26           | 1990 | Kim Hyun-joon  | Half Failure                |
| 27           | 1991 | Lee Jin-seok   | Our Paradise                |
| 28           | 1992 | Kim Jong-shik  | The Thief's Wife            |
| 29           | 1993 | Kim Yong-gyu   | TV's The Art of War         |
| 30           | 1994 | Oh Jong-rok    | Marriage                    |
| 31           | 1995 | Lee Joo-hwan   | General Hospital            |
| 32           | 1996 | Jeon San       | Our Sunny Days of Youth     |
| 34           | 1998 | Lee Chang-soon | Cinderella                  |
| 35           | 1999 | Pyo Min-soo    | Lie                         |
| 37           | 2001 | Lee Kyo-wook   | Indie Drama: Double Feature |
| 38           | 2002 | Kim Min-sik    | New Nonstop                 |
| 39           | 2003 | Lee Geon-joon  | Loving You                  |
| 40           | 2004 | Lee Jae-kyoo   | Damo                        |
| 41           | 2005 | Kim Jin-man    | Ireland                     |
| 42           | 2006 | Kim Kyu-tae    | A Love to Kill              |
| 43           | 2007 | Kim Hyung-shik | Surgeon Bong Dal-hee        |
| 44           | 2008 | Lee Yoon-jung  | Coffee Prince               |
| 45           | 2009 | Boo Sung-chul  | Star's Lover                |
| 46           | 2010 | Yoo Hyun-ki    | Master of Study             |
| 47           | 2011 | Kim Won-seok   | Sungkyunkwan Scandal        |
| Discontinued |      |                |                             |

### Mejor Actor Nuevo
| #  | Año  | Actor           | Drama                                  |
| -- | ---- | --------------- | -------------------------------------- |
| 10 | 1974 | Kim In-moon     | Mother                                 |
| 11 | 1975 | Gu Chung-seo    | Our Mountains and Valleys              |
| 11 | 1975 | Hyun Seok       | Narcissus                              |
| 15 | 1979 | Jung Dong-hwan  | Goose                                  |
| 16 | 1980 | Yu In-chon      | Lady Angukdong                         |
| 19 | 1983 | Jung Han-yong   | Ordinary People                        |
| 20 | 1984 | Kang Seok-woo   | Ordinary People                        |
| 21 | 1985 | Son Chang-min   | The People I Love                      |
| 21 | 1985 | Son Chang-min   | Diary of a High School Student         |
| 22 | 1986 | Choi Jae-sung   | The Wild Horse Chasing the Stars       |
| 23 | 1987 | Choi Sang-hoon  | Namhansan Fortress                     |
| 24 | 1988 | Jung Ha-wan     | Plum Blossom                           |
| 25 | 1989 | Park Sang-won   | Human Market                           |
| 26 | 1990 | Kim Kap-soo     | And So Flows History (History Goes On) |
| 27 | 1991 | Lee Won-young   | The Land of Water                      |
| 28 | 1992 | Chun Ho-jin     | Love on a Jujube Tree                  |
| 29 | 1993 | Son Ji-chang    | Wind in the Grass                      |
| 30 | 1994 | Jang Dong-gun   | The Last Match                         |
| 31 | 1995 | Lee Min-woo     | Chunhyang                              |
| 31 | 1995 | Lee Jung-jae    | Sandglass                              |
| 32 | 1996 | Jung Woo-sung   | Asphalt Man                            |
| 32 | 1996 | Ahn Jae-wook    | Love and War                           |
| 33 | 1997 | Jung Heung-chae | Im Kkeokjeong                          |
| 34 | 1998 | Lee Sang-in     | A Bluebird Has It                      |
| 35 | 1999 | Cha Tae-hyun    | Sunflower                              |
| 36 | 2000 | Ahn Jae-mo      | The King and the Queen                 |
| 36 | 2000 | Yoon Tae-young  | The Boss                               |
| 37 | 2001 | Won Bin         | Autumn in My Heart                     |
| 38 | 2002 | Ryoo Seung-bum  | Wonderful Days                         |
| 39 | 2003 | Yang Dong-geun  | Ruler of Your Own World                |
| 40 | 2004 | Kim Min-joon    | Damo                                   |
| 41 | 2005 | Eric Mun        | Super Rookie                           |
| 42 | 2006 | Chun Jung-myung | Fashion 70's                           |
| 43 | 2007 | Park Hae-jin    | Famous Chil Princesses                 |
| 44 | 2008 | Song Chang-eui  | Golden Bride                           |
| 45 | 2009 | Lee Min-ho      | Boys Over Flowers                      |
| 46 | 2010 | Kim Nam-gil     | Queen Seondeok                         |
| 47 | 2011 | Park Yoo-chun   | Sungkyunkwan Scandal                   |
| 48 | 2012 | Joo Won         | Ojakgyo Brothers                       |
| 49 | 2013 | Lee Hee-joon    | My Husband Got a Family                |
| 50 | 2014 | Jung Woo        | Reply 1994                             |
| 51 | 2015 | Yim Si-wan      | Misaeng                                |
| 52 | 2016 | Ryu Jun-yeol    | Reply 1988                             |
| 53 | 2017 | Kim Min-seok    | Doctors                                |

### Mejor Actriz Nuevo
| #  | Año  | Actriz          | Drama                                   |
| -- | ---- | --------------- | --------------------------------------- |
| 10 | 1974 | Kim Young-ae    | Queen Min                               |
| 13 | 1977 | Go Doo-shim     | Purity                                  |
| 14 | 1978 | Kim Bo-yeon     | You                                     |
| 15 | 1979 | Kim Yoon-mi     | Face of a Woman                         |
| 16 | 1980 | Jung Ae-ri      | Set in the Lake Reman                   |
| 18 | 1982 | Lee Hye-sook    | Women's History: Jang Hui-bin           |
| 19 | 1983 | Sunwoo Eun-sook | Flower Carriage                         |
| 20 | 1984 | Kang Soo-yeon   | Diary of a High School Student          |
| 21 | 1985 | Choi Myung-gil  | Bestseller Theater: Looking for a Woman |
| 22 | 1986 | Choi Sun-ah     | Flower Ring                             |
| 22 | 1986 | Heo Yoon-jung   | Grass                                   |
| 23 | 1987 | Kim Hee-ae      | A Woman's Heart                         |
| 23 | 1987 | Han Ae-kyung    | The Boil                                |
| 24 | 1988 | Park Soon-ae    | Queen Inhyeon                           |
| 24 | 1988 | Park Soon-ae    | Faces from the City                     |
| 25 | 1989 | Yoon Yoo-sun    | Land                                    |
| 26 | 1990 | Chae Shi-ra     | Giant                                   |
| 27 | 1991 | Jang Seo-hee    | That Woman                              |
| 27 | 1991 | Oh Yeon-soo     | The Dancing Gayageum                    |
| 28 | 1992 | Lee Jin-ah      | Barb                                    |
| 28 | 1992 | Go Hyun-jung    | Love on a Jujube Tree                   |
| 29 | 1993 | Kwon So-jung    | Gwanchon Essay                          |
| 29 | 1993 | Yoo Ho-jeong    | Yesterday's Green Grass                 |
| 30 | 1994 | Kim Jung-nan    | The Last Match                          |
| 30 | 1994 | Shim Eun-ha     | The Last Match                          |
| 31 | 1995 | Kim Sun-min     | Farewell                                |
| 31 | 1995 | Shin Eun-kyung  | General Hospital                        |
| 32 | 1996 | Kim Hee-sun     | Men of the Bath House                   |
| 33 | 1997 | Lee Hye-young   | First Love                              |
| 34 | 1998 | Kim Ji-young    | You and I                               |
| 35 | 1999 | Myung Se-bin    | Purity                                  |
| 36 | 2000 | Park Chae Rim   | I'm Still Loving You                    |
| 37 | 2001 | Ha Ji Won       | Secret                                  |
| 38 | 2002 | Gong Hyo-jin    | Wonderful Days                          |
| 39 | 2003 | Jang Na Ra      | Successful Story of a Bright Girl       |
| 40 | 2004 | Han Ji-hye      | Sweet 18                                |
| 41 | 2005 | Lee Da-hae      | Heaven's Fate                           |
| 42 | 2006 | Lee Young-ah    | Golden Apple                            |
| 43 | 2007 | Go Ara          | Snow Flower                             |
| 44 | 2008 | Lee Ji-ah       | Legend                                  |
| 45 | 2009 | Im Yoon-ah      | You Are My Destiny                      |
| 45 | 2009 | koo hye sun     | Boys Over Flowers                       |
| 46 | 2010 | Hwang Jung Eum  | High Kick Through the Roof              |
| 47 | 2011 | Yoo In-na       | Secret Garden                           |
| 48 | 2012 | Uee             | Ojakgyo Brothers                        |
| 49 | 2013 | Jung Eun-ji     | Reply 1997                              |
| 50 | 2014 | Baek Jin-hee    | Empress Ki                              |
| 51 | 2015 | Go Ah-sung      | Heard It Through the Grapevine          |
| 52 | 2016 | Kim Go-eun      | Cheese in the Trap                      |
| 53 | 2017 | Lee Se-young    | Laurel Tree Tailors                     |

### Actor más popular
| #  | Año  | Actor           | Drama                         |
| -- | ---- | --------------- | ----------------------------- |
| 23 | 1987 | Kil Yong-woo    | Samogok (Song of Yearning)    |
| 25 | 1989 | Im Hyun-sik     | Three Families Under One Roof |
| 28 | 1992 | Park Sang-won   | Eyes of Dawn                  |
| 34 | 1998 | Cha In-pyo      | You and I                     |
| 34 | 1998 | Song Seung-heon | You and I                     |
| 35 | 1999 | Ryu Si-won      | Paper Crane                   |
| 36 | 2000 | Yoo Dong-geun   | You Don't Know My Mind        |
| 36 | 2000 | Jun Kwang-ryul  | Hur Jun                       |
| 37 | 2001 | Kang Seok-woo   |                               |
| 38 | 2002 | Yoon Tae-young  |                               |
| 38 | 2002 | Bae Yong Jun    | Sonata de invierno            |
| 39 | 2003 | Ahn Jae-mo      | Rustic Period                 |
| 39 | 2003 | Yoon Tae-young  |                               |
| 40 | 2004 | Rain            | Sang Doo! Let's Go to School  |
| 40 | 2004 | So Ji-sub       | What Happened in Bali         |
| 41 | 2005 | Jo In Sung      | Spring Days                   |
| 41 | 2005 | Eric Mun        | Super Rookie                  |
| 42 | 2006 | Jo Hyun-jae     | Ballad of Seodong             |
| 43 | 2007 | Lee Beom-soo    | Surgeon Bong Dal-hee          |
| 44 | 2008 | Kang Ji-hwan    | Hong Gil Dong                 |
| 45 | 2009 | Kim Hyun Joong  | Boys Over Flowers             |
| 46 | 2010 | Lee Seung-gi    | Sorpresas del destino         |
| 47 | 2011 | Park Yoo Chun   | Sungkyunkwan Scandal          |
| 48 | 2012 | Park Yoo Chun   | Miss Ripley                   |
| 49 | 2013 | Park Yoo Chun   | Missing You                   |
| 50 | 2014 | Kim Soo Hyun    | My Love from the Star         |
| 51 | 2015 | Lee Jong Suk    | Pinocchio                     |
| 52 | 2016 | Song Joong Ki   | Descendants of the Sun        |
| 53 | 2017 | Park Bo Gum     | Love in the Moonlight         |

### Actriz más popular
| #  | Año  | Actriz          | Drama                      |
| -- | ---- | --------------- | -------------------------- |
| 23 | 1987 | Cha Hwa-yeon    | Love and Ambition          |
| 26 | 1990 | Jo Min-su       |                            |
| 26 | 1990 | Lee Hye-sook    | Flowering Nest             |
| 27 | 1991 | Hwang Shin-hye  | Years of Ambition          |
| 28 | 1992 | Kim Young-ok    | Yesterday's Green Grass    |
| 29 | 1993 | Jung Hye-sun    | Fearless Love              |
| 31 | 1995 | Ha Yoo-mi       | Daughters of a Rich Family |
| 34 | 1998 | Lee Mi-sook     | Snail                      |
| 35 | 1999 | Kwon Eun-ah     | Sagwangwa sinsa            |
| 35 | 1999 | Song Yoon-ah    | Mister Q                   |
| 36 | 2000 | Kim Hee Sun     | Tomato                     |
| 37 | 2001 | Song Hye Kyo    | Otoño en mi corazón        |
| 37 | 2001 | Jeon In-hwa     | Ladies of the Palace       |
| 38 | 2002 | So Yoo-jin      | Rival                      |
| 38 | 2002 | Choi Ji Woo     | Sonata de invierno         |
| 39 | 2003 | Kim Won-hee     | Im Kkeokjeong              |
| 40 | 2004 | Yang Mi-kyung   | Una joya en el palacio     |
| 40 | 2004 | Choi Ji Woo     | Stairway to Heaven         |
| 41 | 2005 | Kim Tae Hee     | Love Story in Harvard      |
| 42 | 2006 | Hyun Young      | Bad Family                 |
| 43 | 2007 | Han Ye-seul     | Fantasy Couple             |
| 44 | 2008 | Sung Yu Ri      | Hong Gil Dong              |
| 45 | 2009 | Yoona           | You Are My Destiny         |
| 45 | 2009 | Koo hye sun     | Boys Over Flowers          |
| 46 | 2010 | Koo hye sun     | They musical               |
| 47 | 2011 | Moon Geun Young | Cinderella's Sister        |
| 48 | 2012 | Park Shin Hye   | Heartstrings               |
| 49 | 2013 | Yuri            | Fashion King               |
| 50 | 2014 | Park Shin Hye   | The Heirs                  |
| 51 | 2015 | Krystal         | My Lovely Girl             |
| 51 | 2015 | Koo hye Sun     | Blood                      |
| 52 | 2016 | Song Hye Kyo    | Descendants of the Sun     |
| 53 | 2017 | Kim Yoo-jung    | Love in the Moonlight      |
| 54 | 2022 | Cho Yi Hyun     | Estamos muertos            |

### Mejor presentación en variedades – Masculino
| #  | Año  | Recipient        | Variety show/Sitcom                      |
| -- | ---- | ---------------- | ---------------------------------------- |
| 34 | 1998 | Kim Hyung-gon    | Show! Haenguneul jabar                   |
| 35 | 1999 | Nam Hee-suk      | Good Friends                             |
| 36 | 2000 | Shim Hyun-sub    | Gag Concert                              |
| 37 | 2001 | Kim Yong-man     | Sunday Sunday Night                      |
| 38 | 2002 | Kang Sung-beom   | Gag Concert                              |
| 39 | 2003 | Kang Ho-dong     | Soulmates                                |
| 40 | 2004 | Kim Je-dong      | Happy Together                           |
| 41 | 2005 | Cultwo           | People Looking for a Laugh (Oot Chat Sa) |
| 42 | 2006 | Yoo Jae-suk      | Good Sunday                              |
| 43 | 2007 | Jeong Jong-cheol | Gag Concert                              |
| 44 | 2008 | Park Myeong-su   | Happy Together                           |
| 45 | 2009 | Kim Byung-man    | Gag Concert                              |
| 46 | 2010 | Park Seong-ho    | Gag Concert                              |
| 47 | 2011 | Lee Soo-geun     | 2 Days & 1 Night                         |
| 48 | 2012 | Kim Jun-hyun     | Gag Concert                              |
| 49 | 2013 | Kim Byung-man    | Ley de la Jungla                         |
| 50 | 2014 | Shin Dong-yup    | Witch Hunt                               |
| 51 | 2015 | Jun Hyun-moo     | Non-Summit, I Live Alone                 |
| 52 | 2016 | Kim Gura         | My Little Television                     |
| 53 | 2017 | Yang Se-hyung    | Scene Stealer – Drama War                |

### Mejor presentación en variedades – Femenina
| #  | Año  | Recipient               | Variety show/Sitcom                      |
| -- | ---- | ----------------------- | ---------------------------------------- |
| 34 | 1998 | Kim Hyo-jin             | HyumeonTV jeulgeoun suyoil               |
| 35 | 1999 | Kim Hyo-jin             | Theme Game                               |
| 36 | 2000 | Park Mi-sun             | Soonpoong Clinic                         |
| 37 | 2001 | Park Kyung-lim          | Jeonpagyeonmunrok                        |
| 38 | 2002 | Kim Mi-hua              | Gag Concert                              |
| 39 | 2003 | Kim Ji-sun              | Gag Concert                              |
| 40 | 2004 | Jo Hye-ryun             | Comedy House                             |
| 41 | 2005 | Park Hee-jin            | Hello Franceska                          |
| 42 | 2006 | Kim Shin-young          | People Looking for a Laugh (Oot Chat Sa) |
| 43 | 2007 | Kim Mi-ryeo             | It's a Gag (Gag ya)                      |
| 44 | 2008 | Shin Bong-sun           | Happy Together                           |
| 45 | 2009 | Park Mi-sun             | Sunday Sunday Night                      |
| 46 | 2010 | Kang Yu-mi Ahn Young-mi | Gag Concert                              |
| 47 | 2011 | Kim Won-hee             | Come to Play                             |
| 48 | 2012 | Park Ha-sun             | High Kick: Revenge of the Short Legged   |
| 49 | 2013 | Shin Bo-ra              | Gag Concert                              |
| 50 | 2014 | Kim Young-hee           | Gag Concert                              |
| 51 | 2015 | Lee Guk-joo             | Roommate, Comedy Big League              |
| 52 | 2016 | Kim Sook                | With You                                 |
| 53 | 2017 | Park Na-rae             |                                          |

### Mejor Banda Sonora Original
| #  | Año  | canción      | Artista | Drama                 |
| -- | ---- | ------------ | ------- | --------------------- |
| 50 | 2014 | "My Destiny" | Lyn     | My Love from the Star |

## Premio especial

### InStyleFashion Award
| #  | Año  | Recipient    |
| -- | ---- | ------------ |
| 46 | 2010 | Son Ye Jin   |
| 47 | 2011 | Lee Min Jung |
| 50 | 2014 | Jun Ji Hyun  |
| 50 | 2014 | Kim Hee-ae   |
| 50 | 2014 | Siwan        |
| 51 | 2015 | Lee Jung-jae |
| 51 | 2015 | Shin Min A   |
| 52 | 2016 | Park Bo Gum  |
| 52 | 2016 | Suzy         |
| 53 | 2017 | Kim Ha-neul  |

### iQiyi Global Star
| #  | Año  | Recipient     |
| -- | ---- | ------------- |
| 51 | 2015 | Lee Min Ho    |
| 51 | 2015 | Park Shin Hye |
| 52 | 2016 | Song Joong Ki |
| 52 | 2016 | Song Hye Kyo  |
| 53 | 2018 | Koo kye sun   |

### Lifetime Premio de consecución
| #  | Año  | Recipient     |
| -- | ---- | ------------- |
| 34 | 1998 | Jeon Taek-yi  |
| 39 | 2003 | Lee Tae-won   |
| 46 | 2010 | Bae Sam-ryong |
| 47 | 2011 | Shin Sung-il  |
| 53 | 2017 | Kim Young Ae  |